# Lama (fiume)
Il Lama (in russo Лама?) è un fiume della Russia europea centrale, affluente di destra della Šoša (bacino idrografico del Volga). Scorre nei rajon Volokolamskij e Lotošinskij dell'oblast' di Mosca, e nei rajon Konakovskij e Kalininskij dell'oblast' di Tver'.
Il fiume ha origine da una piccola palude sul Rialto del Valdaj e scorre in direzione nord lungo la pianura dell'Alto Volga e attraversa Volokolamsk. Nel corso superiore scorre in una stretta valle senza alberi con alte sponde attraverso le alture di Klin e Dmitrov. Dopo il villaggio di Jaropolec le rive diventano boscose. Sotto la foce dello Jauza, il Lama aumenta la sua portata e scorre lentamente. Sfocia nella parte occidentale del bacino idrico di Ivan'kovo, prima della formazione del quale sfociava nel Šoša a una distanza di a circa 30 km dalla foce. Ha una lunghezza di 139 km, il suo bacino è di 2 330 km². Nel corso inferiore, nella zona di azione del ristagno del bacino idrico, la profondità raggiunge i 6 m, il che consente la navigazione nel tratto di estuario del fiume.